# دکس‌بروم‌فنیرامین/سودوافدرین
دکس‌بروم‌فنیرامین/سودوافدرین(به انگلیسی: Dexbrompheniramine/pseudoephedrine) (با نام تجاری Drixoral) دارویی ترکیبی است که از دو ماده موثره دکس‌بروم‌فنیرامین مالئات (یک آنتی‌هیستامین است) و سودوافدرین سولفات (یک ضد احتقان است) تشکیل شده‌است. این دارو برای درمان علائم آلرژی و سرماخوردگی مانند خارش، آبریزش چشم، آبریزش بینی، گرفتگی بینی، گرفتگی سینوس‌ها و عطسه استفاده می‌شود.
از آنجایی که این دارو حاوی سودوافدرین است و می‌تواند در سنتز مت‌آمفتامین استفاده شود، خرید آن در ایالات متحده با محدودیت‌های قانونی همراه است.